# 密斯住宅
36°4′4.5″N 120°19′1.5″E / 36.067917°N 120.317083°E
密斯住宅旧址位于今中华人民共和国山东省青岛市市南区德县路23号，建于1904年，曾先后为康拉德·密斯住宅、青岛市卫生防疫站，现为市南区一般不可移动文物。

## 历史
德县路23号建于1904年，最初业主不详。1908年至1912年，青岛德占时期重要建筑公司广包公司（F. H. Schmidt）在青岛的业务经理康拉德·密斯（Conrad Miss）曾在此居住。1913年地籍图显示该建筑当时已属于前津浦铁路北段总办李德顺。1954年青岛市卫生防疫站建立时，青岛市人民政府将该楼拨予防疫站作为办公地址。1993年，防疫站曾对该楼进行扩建。1996年11月，防疫站为筹资另建新楼，以560万元将该楼使用权转让给青岛双珠房地产实业公司，1997年5月移交。2000年，该建筑以“德式别墅旧址”之名列入第一批青岛市历史优秀建筑。2008年，上海市政工程设计研究总院耗资500余万修缮该楼，2009年3月31日修缮完毕，同年4月，上海市政工程设计研究总院第七设计院迁入该楼办公至今。2012年11月6日，该建筑以“密斯别墅旧址”之名列入市南区未核定为文物保护单位的不可移动文物（一般不可移动文物）名录。

## 建筑特色
德县路23号位于德县路安徽路路口北侧，占地面积1933.34平方米，建筑面积928.6平方米，地上2层，地下1层，有阁楼，砖石结构，平面呈不规则形状。外墙花岗岩砌基，正门朝南，建有阳台，正立面山墙以仿木桁架结构装饰，开矩形窗，屋顶为红瓦坡屋顶。室内铺木板地面，雕花木制楼梯，房间高约4米，楼内有客厅、卧室、卫生间、起居室等，厅内建有壁炉。

## 图集
- 接近建成的密斯住宅，东立面，1904年9月
- 密斯住宅东立面及右侧的福柏医院，1909年9月
- 密斯住宅旧址，2015年1月